# Grau (geometria)

Ângulos obtuso, agudo e raso.

O grau (símbolo: °), é uma medida dos ângulos planos correspondendo a 1/360 de uma circunferência. Cada grau pode ser dividido em minutos  (′), que equivalem a 1/60 do grau, e segundos (′′), equivalente a 1/60 do minuto.

## História
O grau é originário da Babilônia. Para estabelecerem o grau, os babilônios dividiram o círculo em 360 partes iguais, pois acreditavam que essa era a quantidade de dias referente ao período de um ano e porque seu sistema de numeração era de base sessenta ou sexagesimal. Outra herança dos babilônios é a divisão das horas e dos minutos em segundos:
1 hora = 60 minutos = 60′
1 minuto = 60 segundos = 60′′
1 hora = 3600 segundos = 3600′′
Como cada um das 360 divisões do círculo corresponde a um grau, temos que:
1 volta = 360 graus = 360°
1/2 volta = 180 graus = 180° (ângulo raso)
1/4 volta = 90 graus = 90° (ângulo reto)
Outra motivação para escolher o número 360 pode ser porque ele tem 24 divisores. Além disso, 360 é divisível pelos números de 1 a 10, com exceção de 7. Esta propriedade tem diversas aplicações práticas, tal como dividir o planeta em 24 fusos horários, cada um com 15° de longitude, correlacionando com a convenção estabelecida do dia de 24 horas.